# Курого
Курого (яп. 黒衣, чёрная одежда) или куроко (яп. 黒子 «чёрный человек»/«чёрная одежда») — «невидимые» рабочие сцены в традиционном японском театре, которые одеваются во всё чёрное. В кабуки куроко двигают декорации и реквизит по сцене, помогают в сменах костюмов. Они также часто играют роли животных, носят фонарики или выполняют другие роли, для которых не нужны актёры в полных костюмах, а нужно держать реквизит. Куроко носят чёрное с ног до головы, чтобы не выделяться на сцене, они считаются условно невидимыми для зрителей.

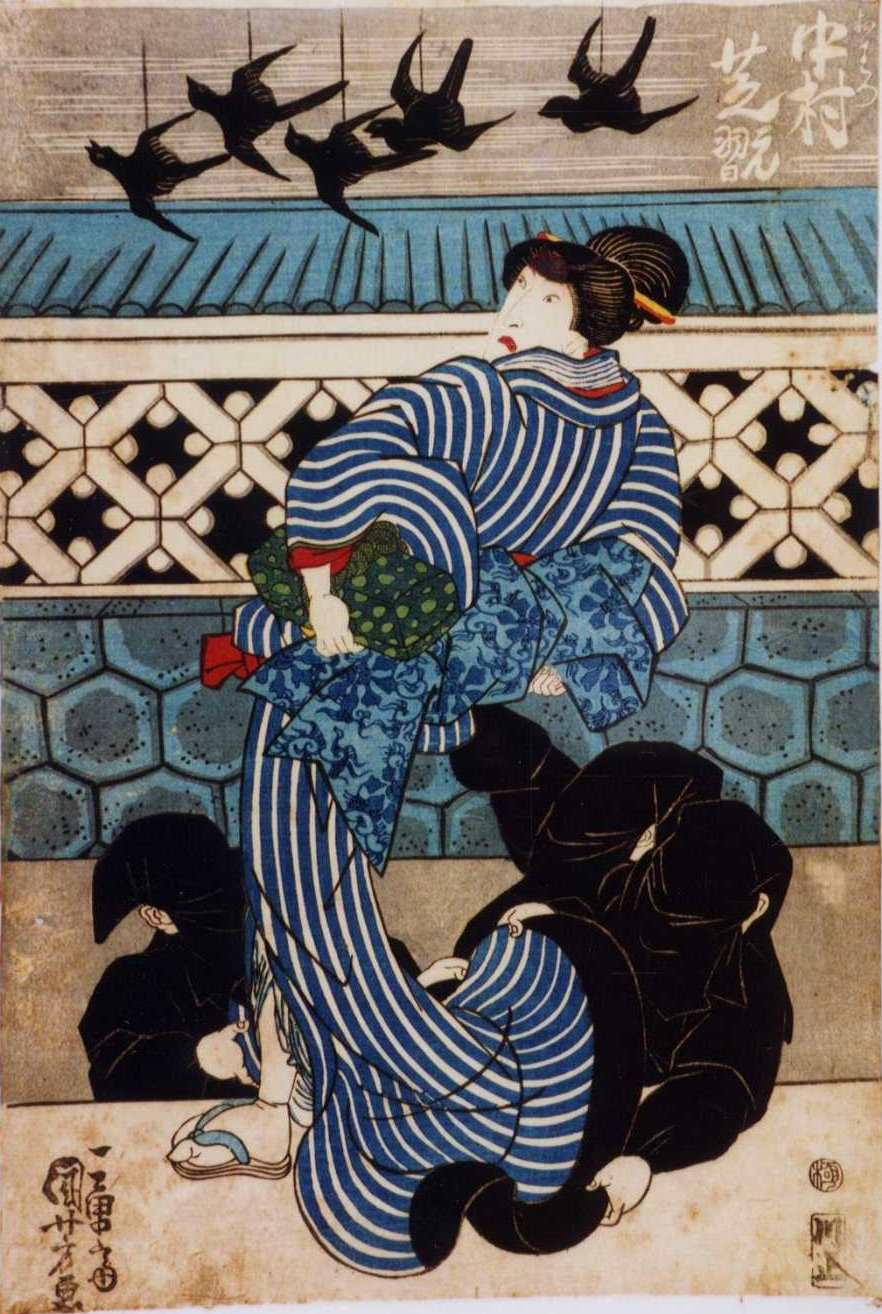
Актёр в окружении трёх куроко (гравюра Утагавы Куниёси)

Существует теория, что стереотипный образ ниндзя, одетого во всё чёрное, пошёл именно из театра, так как ниндзя — мастера скрытности, и персонажи на сцене носили чёрное. Настоящие ниндзя могли одеваться в чёрное ночью, но не носили чёрную одежду всё время.
Ношение чёрной одежды подразумевает, что куроко будет незаметен на чёрном фоне, поэтому куроко может носить белое или голубое, если действие происходит на снегу или у моря, в таком случае они называются юкиго (яп. 雪子 «снежный человек») или намиго (яп. 波子 «человек волны») соответственно.
В театре но ту же функцию выполняет кокэн.